# Rosenklintssläktet
Rosenklintssläktet (Psephellus) är ett släkte i familjen korgblommiga växter med ett 40-tal arter. Några arter odlas som trädgårdsväxter i Sverige.